# Antonov An-148
Dimensions
L'An-148 et l'An-158  sont des avions de ligne régionaux ukrainiens. L'An 158 est une version rallongée de l'An-148, sa capacité passant de 75 à 100 passagers.

## Conception
L'An-148 a été conçu à partir de l'Antonov-74TK-300D, une version de l'An-74 qui possédait déjà les moteurs sous les ailes, contrairement aux versions précédentes et à son prédécesseur l'An-72.

## Description
L'An-148 est un biréacteur à ailes hautes et empennage en T. Cette disposition particulière lui confère ainsi la capacité d'opérer depuis des pistes non revêtues ou non préparées (herbe, terre, gravier, glace etc).

## Variantes
- An-148-100A
- An-148-100B
- An-148-100E
- An-158

### An-178
Cette variante a effectué son premier vol le 7 mai 2015. Cet appareil est destiné aux missions de transport cargo et logistique et sera capable de transporter notamment des conteneurs maritimes standards. Il doit remplacer l'An-32.

## Opérateurs actuels

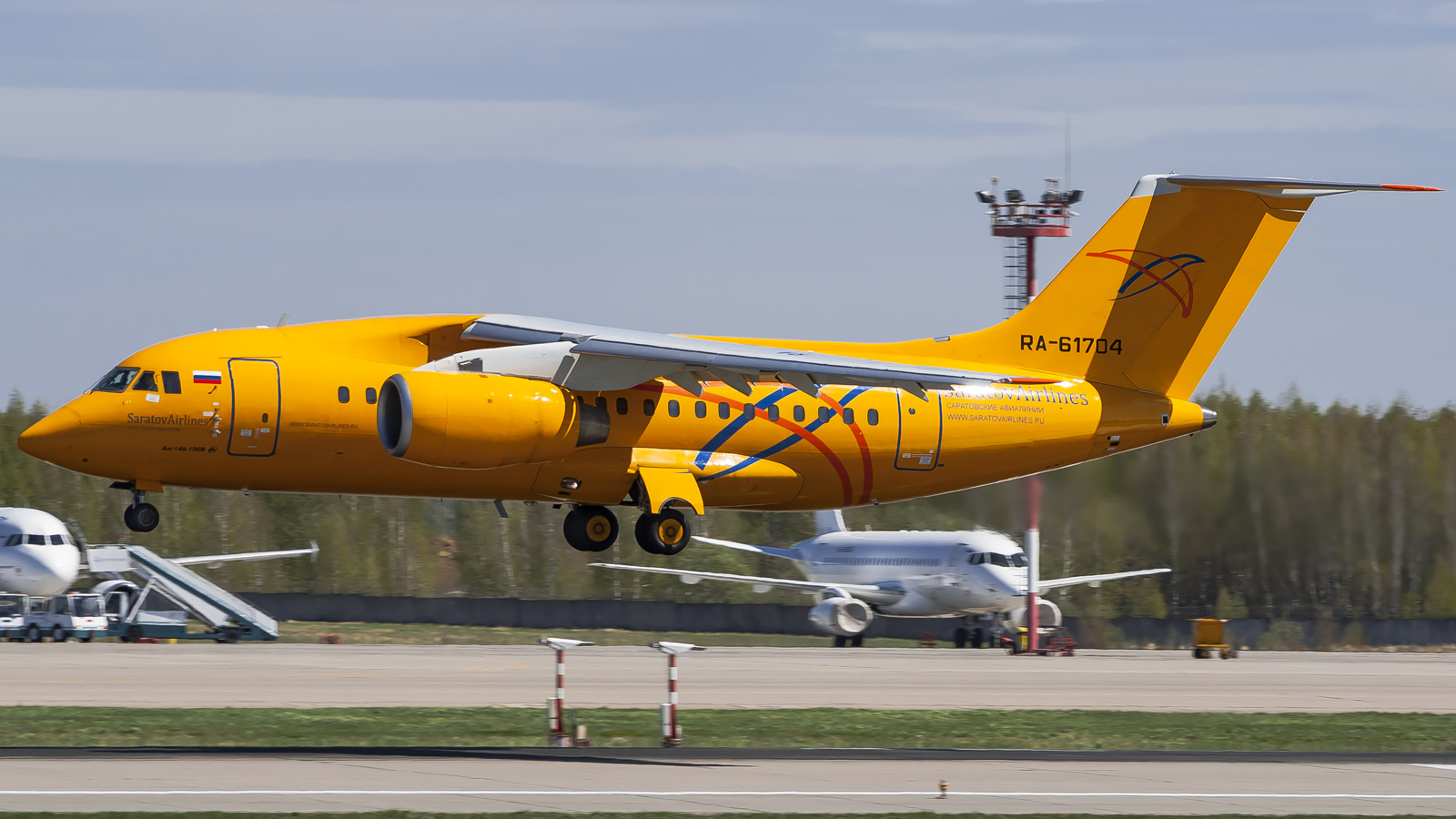
L'appareil immatriculé RA-61704 de Saratov Airlines, qui s'est écrasé le 11 février 2018.

En avril 2015, quatre opérateurs utilisent l'An-148/158 :
- Civil :
  - Cubana : 5 An-158 (sur six commandés).
  - Angara Airlines : 5 An-148.
  - Air Koryo : 2 An-148.
  - Saratov Airlines : 6[6]. Un appareil a été détruit lors d'un crash le 11 février 2018, aucun survivant[7],[8].
- Militaire :
  - Russie : 12 An-148 en différentes versions.

### Développement lié
- Antonov An-72
- Antonov An-74
- Antonov An-178